# Le Bikini
Pour les articles homonymes, voir Bikini.
Le Bikini est une salle de concert de rock et de musiques actuelles créée le 27 juin 1983 et qui était située initialement à Toulouse (au 54 chemin des Étroits) jusqu'à sa destruction le 21 septembre 2001 lors de l'explosion de l'usine AZF, située à quelques centaines de mètres,.

## Description
La salle de spectacle (conçue par les architectes GGR & Didier Joye) a une capacité modulable de 400 à 1 500 places sur deux niveaux avec une salle de 1 859 m2 et une scène de 288 m2.
Le Bikini est dirigé depuis 1983 par Hervé Sansonetto, et son fils qui travaille au bar.

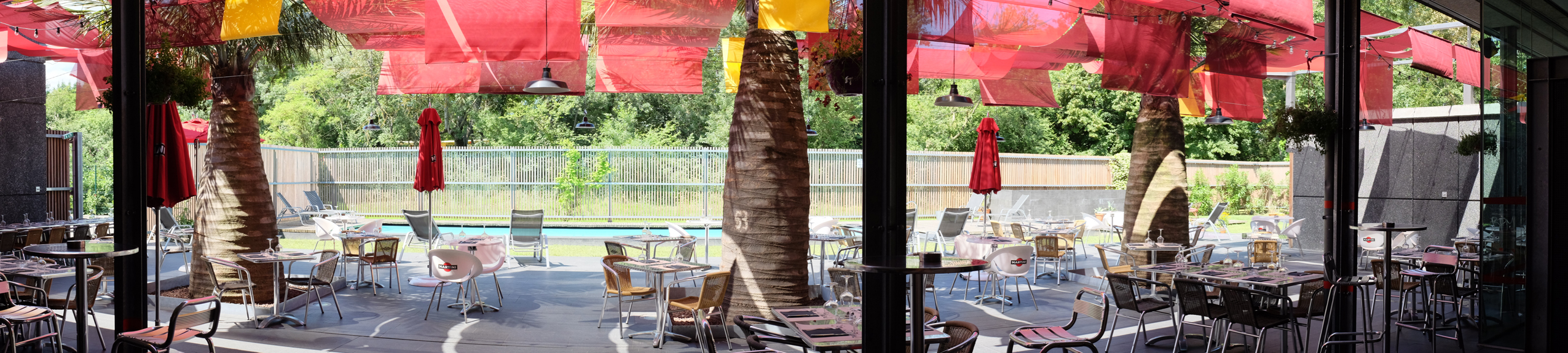
Terrasse et piscine du Bikini.

## Histoire
Liée avec la station de radio FMR, elle en a accueilli le studio de 1995 à 2001.
En 2007, six ans après la destruction de ses locaux, la salle de concert a repris du service à Ramonville-Saint-Agne, au bord du canal du Midi,.
La reconstruction a été financée à hauteur de 30 % par la région Midi-Pyrénées. Le nouveau Bikini répond aux exigences d'accueil et de confort moderne. L'extérieur est équipé d'une piscine comme dans l'ancien lieu.
Comptant en 2013 plus de 5 000 groupes programmés, le Bikini poursuit son activité avec près de 200 concerts par an pour 150 000 spectateurs.[réf. souhaitée]